# 日本パラサイクリング連盟
一般社団法人日本パラサイクリング連盟（にほんパラサイクリングれんめい）とは、日本のパラサイクリングを代表する国内競技連盟である。略称はJPCF（JAPAN PARA-CYCLING FEDERATION）。事務局は福島県いわき市に所在している。

## 概要
1990年に任意団体の日本障害者自転車協会（JAPAN CYCLE ASSOTIATION FOR DISABLED、略称JCAD)として設立され、パラサイクリングの競技団体として活動を行なう。
その後2012年3月末をもって任意団体としての活動を終了し、同年4月5日より新たに現法人へ移行し設立された。

## 加盟団体
- 日本パラスポーツ協会
- 日本パラリンピック委員会

## 活動内容
- 日本障害者自転車競技大会の開催
- 国際競技大会への代表選手の選考・派遣
- 日本自転車競技連盟のパラサイクリング部門としての活動
- パラサイクリングの普及・強化